# Regie province dell'Emilia
Le regie province dell'Emilia (ufficialmente, regie provincie dell'Emilia) furono un'entità politico-amministrativa costituita il 20 novembre 1859 dal dittatore Luigi Carlo Farini e annessa al Regno di Sardegna il 18 marzo 1860, a seguito del plebiscito dell'11 e 12 marzo.
Comprendeva i territori appartenenti al Ducato di Parma e Piacenza e al Ducato di Modena e Reggio, nonché quelli della Legazione delle Romagne dello Stato Pontificio (in cui erano state riunite le preesistenti legazioni di Bologna, Ferrara, Forlì e Ravenna).

## Suddivisione amministrativa
| Provincia                    | Circondari |
| ---------------------------- | --- |
| Provincia di Bologna         | - Circondario di Bologna - Circondario di Imola - Circondario di Vergato                                               |
| Provincia di Ferrara         | - Circondario di Ferrara - Circondario di Cento - Circondario di Comacchio                                             |
| Provincia di Forlì           | - Circondario di Forlì - Circondario di Cesena - Circondario di Rimini                                                 |
| Provincia di Massa e Carrara | - Circondario di Massa - Circondario di Pontremoli                                                                     |
| Provincia di Modena          | - Circondario di Modena - Circondario di Mirandola - Circondario di Pavullo - Circondario di Castelnuovo di Garfagnana |
| Provincia di Parma           | - Circondario di Parma - Circondario di Borgo San Donnino - Circondario di Valditaro                                   |
| Provincia di Piacenza        | - Circondario di Piacenza - Circondario di Fiorenzola                                                                  |
| Provincia di Ravenna         | - Circondario di Ravenna - Circondario di Lugo - Circondario di Faenza                                                 |
| Provincia di Reggio          | - Circondario di Reggio - Circondario di Guastalla                                                                     |